# Emili Arnús i Oliveras
Emili Arnús i Oliveras   (Barcelona, 1852 - Barcelona, 1908) va ser un mecenes català.

## Biografia
Fill del banquer Evarist Arnús i de Ferrer i de la seva segona muller, Balbina Oliveras i Comerma.
Home de caràcter bohemi, havent desestimat dedicar-se al negoci de la banca, que va deixar al seu cosí Manuel Arnús, es dedicà a muntar a cavall i a fer de mecenes. Fanàtic de la música i els concertistes, va impulsar la segona dècada de la vida del Teatre Líric. Al tombant de segle xx, va fer donació del teatre a l'Ajuntament de Barcelona, tanmateix, a causa de divergències entre els regidors i a la febre constructora, van fer que el teatre fos enderrocat.
També va remodelar la Torre Arnús a Badalona, obra encarregada a Salvador Vinyals i Sabaté vers 1890. A més, va fer-hi construir, entre d'altres, el castell del llac, i hi va traslladar la torre meteorològica del jardins del Teatre Líric pedra a pedra, després del tancament de la sala, i que Emili va mostrar sempre amb orgull a les visites que rebia a Badalona.
Emili Arnús va morir el 1908 i el seu fill, Gonçal Arnús i Pallós, a diferència d'ell, sí va voler dedicar-se a la banca, però no s'entengué amb el seu oncle i ambdós van crear bancs per separat, sent la de Gonçal la coneguda com Banca Arnús.